# Greg Fillmore
Gregory Paul Fillmore, detto Greg (Filadelfia, 7 marzo 1947), è un ex cestista statunitense, professionista nella NBA.

## Carriera
Venne selezionato dai New York Knicks all'ottavo giro del Draft NBA 1970 (136ª scelta assoluta).

## Palmarès
- Campione EBA (1972)